# L'Employé de l'agent de change
L'Employé de l'agent de change, aussi traduit Le Commis d’agent de change (The Adventure of the Stockbroker's Clerk en version originale), est l'une des cinquante-six nouvelles d'Arthur Conan Doyle mettant en scène le détective Sherlock Holmes. Elle est parue pour la première fois dans la revue britannique Strand Magazine en mars 1893, avant d'être regroupée avec d'autres nouvelles dans le recueil Les Mémoires de Sherlock Holmes (The Memoirs of Sherlock Holmes).

## Résumé
Alors que le docteur Watson attend l'arrivée d'éventuels clients dans son cabinet médical, son ami Sherlock Holmes vient lui rendre visite et lui demande de venir le suivre jusqu'à Birmingham pour une nouvelle affaire s'annonçant particulièrement intéressante. Watson n'hésite pas à fermer son cabinet pour le reste de l'après-midi pour suivre le détective.
C'est dans le train menant à Birmingham que Hall Pycroft, client de Holmes accompagnant les deux camarades dans leur aventure, explique à Watson l'étrange mésaventure qu'il vient de vivre. Le jeune homme, travaillant dans le domaine financier, avait perdu son emploi plusieurs mois auparavant, à la suite de la faillite de la banque qui l'employait. Alors qu'il arrivait au bout de ses économies, il eut l'occasion de trouver un emploi chez Mawson & William's, un bureau de change prestigieux sur Lombard Street, prêt à lui offrir un salaire très confortable.
Toutefois, le soir où le jeune homme reçoit par courrier l'annonce de sa nouvelle fonction, un homme du nom d'Arthur Pinner vient lui rendre visite et lui propose un poste de direction dans une nouvelle société de distribution de matériel, censée être basée en France, avec un salaire encore plus avantageux que chez Mawson & William's. Alors que Pycroft éprouve des doutes envers ces promesses exceptionnelles, l'homme lui remet une avance de 100£, prouvant sa bonne foi.
Pycroft est envoyé à Birmingham pour rencontrer Harry Pinner, le frère d'Arthur et cofondateur de l'entreprise. On lui fait signer un document d'acceptation du poste et on lui demande de ne pas envoyer de lettre de démission à son employeur actuel. Après plusieurs jours de travail dans des bureaux étrangement peu meublés, des éléments l'intriguent, notamment le fait que les deux frères Pinner ont un plombage en or exactement au même endroit, suggérant qu'il pourrait s'agir de la même personne. Par ailleurs, on lui demande des tâches qui ne correspondent pas vraiment aux compétences demandés pour le poste. Il décide alors de s'adresser au célèbre détective londonien.
Lorsque le trio arrive au bureau sur Corporation Street à Birmingham, Holmes et Watson se présentant comme des candidats à l'emploi, ils trouvent Pinner en état de choc, lisant un journal londonien. En partant, ce dernier tente de se suicider, mais Watson parvient à le ranimer. Holmes conclut que l'histoire des frères est une invention et qu'il n'y a qu'un seul "Pinner". Le but de toute cette machination était d'obtenir un exemple de l'écriture de Pycroft pour qu'un faux "Pycroft" puisse être employé chez Mawsons, qui conservait d'importants titres de valeur.
Dans le journal, ils apprennent que Mawson & Williams ont subi une tentative de vol, mais que le criminel a été capturé, bien que le gardien de nuit du week-end ait été assassiné. Le malfaiteur était Beddington, un faussaire et monte-en-l'air qui se faisait passer pour Pycroft, tandis que son frère se faisait passer pour Pinner. Des obligations de chemins de fer américains d'une valeur de près de 100 000£ ont été volées, ainsi qu'une grande quantité d'actions de mines et d'autres sociétés, mais la police les a récupérées.
Alors que la police est appelée pour arrêter "Pinner", Holmes observe que « La nature humaine est un étrange composé, Watson ! Voyez comme un bandit doublé d’un assassin peut susciter assez d’affection pour que son frère tente de se suicider quand il apprend que la corde l’attend ».

## Livre audio en français
- Arthur Conan Doyle, L'Employé de l'agent de change [« The Stock-broker's Clerk »], Paris, La Compagnie du Savoir, coll. « Les enquêtes de Sherlock Holmes », 2011 (ISBN 9782821101937, BNF 42478188)Narrateur : Cyril Deguillen ; support : 1 disque compact audio ; durée : 45 min environ ; référence éditeur : La Compagnie du Savoir CDS076. Le nom du traducteur n'est pas indiqué.